# Jan Ludwik Guyard de Saint-Clair
Jan Ludwik Guyard de Saint-Clair, fr. Jean-Louis Guyard de Saint-Clair (ur. 1734 w Avenelles, zm. 2 września 1792 w Saint-Germain-des-Prés) – francuski błogosławiony Kościoła katolickiego, prezbiter.
Po przyjęciu święceń kapłańskich (w 1759 roku) pracował w diecezji Beauvais. Od 1781 roku był kanonikiem w Soissons. Gdy w rewolucyjnej Francji nasiliło się prześladowanie katolików, został aresztowany na zamku pod Beauvais. Więziony w opactwie Saint-Germain-des-Prés zginął z rąk tłumu, który wcześniej wymordował przewożonych z merostwa do opactwa więźniów, w czasie masakr wrześniowych.
Wspominany jest w dzienną rocznicę śmierci.
Jan Ludwik Guyard de Saint-Clair został beatyfikowany 17 października 1926 wraz z 190 innymi męczennikami francuskimi przez papieża Piusa XI.